# بيرد تي سبالدينغ
بيرد تي سبالدينغ (بالإنجليزية: Baird T. Spalding)‏ هو كاتب أمريكي، ولد في 1872 في كوهوكتون في الولايات المتحدة، وتوفي في 18 مارس 1953 في تمبي في الولايات المتحدة.